# Europsko prvenstvo u vaterpolu – Sevilla 1997.
Vaterpolsko EP 1997. 23. je izdanje ovog natjecanja. Održano je u Sevilli u Španjolskoj od 13. do 22. kolovoza. Hrvatska je u borbi za broncu izgubila od Rusije 8:7.

## Konačni poredak
| Mj. | Država         |
| --- | -------------- |
| 1.  | Mađarska       |
| 2.  | SR Jugoslavija |
| 3.  | Rusija         |
| 4.  | Hrvatska       |
| 5.  | Španjolska     |
| 6.  | Italija        |
| 7.  | Grčka          |
| 8.  | Slovačka       |
| 9.  | Nizozemska     |
| 10. | Njemačka       |
| 11. | Ukrajina       |
| 12. | Bugarska       |

| Pobjednici                 |
| -------------------------- |
| Mađarska Jedanaesti naslov |